# Diphthongos
Diphthongos – utwór wokalno-instrumentalny na chór mieszany i orkiestrę, skomponowany przez Wojciecha Kilara w 1963.
To trzeci z kolei utwór z serii czterech kompozycji sonorystycznych Kilara, powstałych w pierwszej połowie lat 60; pozostałe utwory z tej serii to Riff 62 (1962), Générique (1963) i Springfield Sonnet (1965).

## Premiera
Prawykonanie utworu odbyło się 13 września 1964 w Wenecji, w wykonaniu Orkiestry Symfonicznej i Chóru Filharmonii w Krakowie, pod dyrekcją Andrzeja Markowskiego.
Kilar dedykował to dzieło pamięci Michała Baranowskiego, przedwcześnie zmarłego dyrygenta WOSPR-u i Filharmonii Śląskiej, z którym nagrał swoją muzykę filmową do trzech filmów (Tarpany, Nikt nie woła, I ty zostaniesz Indianinem).

## Charakterystyka utworu
W utworze kompozytor wykorzystał niemal wyłącznie materiał dźwiękowy o nieokreślonej wysokości. Nawet takie instrumenty melodyczne jak smyczki, fortepian i wibrafon służą zasadniczo do wytwarzania efektów szmerowo-perkusyjnych. Na przykład w instrumentach smyczkowych najistotniejszymi artykulacjami są dźwięki najwyższe i najniższe, uderzanie dłonią w struny, arpeggio za podstawkiem, gra za pomocą plektronu i inne. W partiach fortepianu, poza tradycyjną grą na klawiaturze, dźwięki wydobywane są też bezpośrednio na strunach potrójnych lub basowych.
Warstwę wokalną stanowią pojedyncze słowa i okrzyki w języku kiriwiny z piosenek triobrandzkich, zwanych „lo’uwa”, opisanych przez Bronisława Malinowskiego w Życiu seksualnym dzikich. Jednak głos ludzki jest również traktowany niemelodycznie. Efekty wokalne uzyskiwane są za pomocą pojedynczych fonicznych właściwości samogłosek lub spółgłosek, np. syku, szumu, brzęczenia. Specyficzna artykulacja chóralna obejmuje m.in. tremolo powstające poprzez drganie żuchwy, staccato przy napiętych strunach głosowych czy glissando uzyskiwane przez zmiany układu warg.

## Partytura
Diphthongos jako jedyna partytura Kilara ma notację graficzną. Jednak jej niekonwencjonalny charakter polega przede wszystkim na pozostawieniu wykonawcom dużego marginesu interpretacyjnej swobody. Wymiar czasowy utworu określony jest na partyturze w postaci grubej linii ciągłej, na której oznaczone są jednocentymetrowe odcinki odpowiadające minimalnej wartości jednej sekundy, z możliwością niewielkiego przedłużenia. Zdaniem Leszka Polonego „tak zanotowana partytura staje się już grafiką muzyczną, modelowaniem muzyki w czasoprzestrzeni dźwiękowej”.

## Instrumentarium
W Diphthongos Kilar zrezygnował zupełnie z instrumentów dętych, kładąc nacisk na rozbudowane instrumentarium perkusyjne. Perkusja składa się z zestawu metalofonów (wibrafon, 12 dzwonów, 4 talerze, 2 gongi), membranofonów (2 kotły, wielki bęben, 12 bongosów, 4 congi) i idiofonów (marakasy, güiro, woodblock, sandblock). Obsadę uzupełniają instrumenty smyczkowe (8 skrzypiec, 8 altówek, 8 wiolonczel, 4 kontrabasy), dwa fortepiany oraz 90-osobowy chór mieszany.

## Odbiór
Kompozycja spotkała się z entuzjastycznym przyjęciem podczas Międzynarodowego Festiwalu Muzyki Współczesnej „Warszawska Jesień” 23 września 1964, gdzie była prezentowana w tym samym wykonaniu, co podczas weneckiej prapremiery i na życzenie publiczności była bisowana. W opinii Iwony Lindstedt Diphthongos sprawia dość egzotyczne wrażenie i jest najbardziej nowatorskim dziełem ze wszystkich czterech utworów sonorystycznych Kilara.